# 7ty Proof
7ty Proof (Eigenschreibweise: 7TY PROOF) ist eine deutsche Rockband, die 1996 in Kaiserslautern gegründet wurde.

## Geschichte

### Anfänge
7ty Proof (spr. „Seventy Proof“) wurde im Jahr 1996 von Andy Braun (Gesang), Thomas Braun (Gitarre), Martin Knoth (Gitarre) und Christian Esche (Gitarre) in Kaiserslautern gegründet. Später stießen Volker Disant (Schlagzeug), Wolfgang Ruf (Keyboard) und Charly Meyerhöfer (Bass) zur Band. Der erste öffentliche Auftritt fand in Clausen statt. Der Name der Band leitet sich von einer Spirituosenflasche mit dem Aufdruck „60% PROOF“ ab. Aufgrund der sieben Bandmitglieder wurde der Bandname dann in 7TY PROOF umgewandelt.

### Besetzungswechsel
Bereits 1998 verließ Keyboarder Wolfgang Ruf die Band und wurde durch Tino Schreck am Keyboard ersetzt. Nachdem sich die Band einen Namen in der regionalen Musikszene erspielt hatte, wurde die lokale Presse auf 7ty Proof aufmerksam. So führte im Jahr 2000 die Headline „Groupies f*cken ist kein Ehebruch“ in dem Magazin „Feedback“ zum Bruch mit dem damaligen Schlagzeuger und Bassisten der Band. Im Herbst 2000 übernahm der Schlagzeuger Olli Link den freigewordenen Drummerposten übergangsweise, bis im Januar 2001 der Schlagzeuger Christian „Chris“ Strasser, welcher vorher bei Bands wie „Bad Attitude“ gespielt hat und der Bassist Horst Ludwik zur Band stießen. 2004 verließ Horst Ludwik die Band und wurde durch den Bassisten Jörg Dinkat ersetzt. 2006 wurde Jörg Dinkat von Frank Hupprich am Bass ersetzt. Im Januar 2008 verließ Keyboarder Tino Schreck die Band und wurde von Marco Leonhard ersetzt. 2009 verlässt Gitarrist und Gründungsmitglied Thomas Braun die Band. Danach spielen 7ty Proof erstmals als Quintett bis ins Jahr 2014. Mit dem Ausstieg von Frank Hupprich im Januar sowie dem Ausstieg von Gründungsmitglied Christian Esche im April, steht 7ty Proof vor der Entscheidung, mit neuen Musikern weiterzumachen oder aufzuhören. Mit Christian Zorn am Bass, welcher vorher bei Bands wie „Billingsgate Reloaded“ und „Beyond Darkness“ aktiv war und Hakan Yusufoglu an der Gitarre formiert sich 7ty Proof im Mai 2014 schließlich neu.
Im Dezember 2012 wurde im SWR ein Interview über das „Making of“ einer Coverversion von Last Christmas ausgestrahlt.
Nach der Jubiläumstour im Jahre 2016 verließen Hakan Yusufoglu und Marco Leonhardt die Band. Die so entstandenen Lücken wurden durch Frank Hemmer an den Tasten und Rolf Krick an der Gitarre gefüllt.

### Releases
Zum 15-jährigen Bestehen der Band veröffentlichen 7ty Proof Wild at Heart, die erste Single, die aus eigener Feder stammt. Dazu wurde ein Musikvideo gedreht, welches die Band im Rahmen ihres 15-jährigen Bandjubiläums in einem Kino in Kaiserslautern, sowie bei verschiedenen Auftritten im TV vorstellte. Im Dezember 2014 veröffentlichte Sänger Andy Braun sein Buch Frontmann – Normale Härte. Die Hintergrundstory bezieht sich auf 7TY PROOF. Im Rahmen ihres 20-jährigen Bandbestehens veröffentlichen 7ty Proof am 26. November 2016 das Album Rock´n Roll will never die. Auch hier wurde für den gleichnamigen Song ein Musikvideo gedreht.

## Diskografie
- 1999: Rock and More
- 2002: Audience Approved
- 2011: Wild at Heart
- 2016: Rock ’n’ Roll Will Never Die (Housemaster Records)